# 36. Festiwal Polskich Filmów Fabularnych w Gdyni
36. Festiwal Polskich Filmów Fabularnych 2011 w Gdyni – odbył się w dniach 6-11 czerwca 2011 roku.
Laureatami „Platynowych Lwów” za całokształt twórczości zostali Roman Polański i Tadeusz Konwicki. Wkrótce po ogłoszeniu tej decyzji przez organizatorów imprezy Prawica Rzeczypospolitej zaapelowała w specjalnym oświadczeniu podpisanym przez Marka Jurka i Mariana Piłkę o bojkot festiwalu z powodu przyznania specjalnego wyróżnienia Polańskiemu. Na apel Prawicy odpowiedział dyrektor artystyczny 36. FPFF, Michał Chaciński, twierdząc, że „Polański odbierze wyróżnienie jako niekwestionowany mistrz światowego kina i żadne pozamerytoryczne zagadnienia nie mają na tę nagrodę wpływu”. Ostatecznie jednak reżyser nie przyjechał do Polski.

## Repertuar

### Konkurs Główny
1. Czarny czwartek. Janek Wiśniewski padł – reż. Antoni Krauze
2. Daas – reż. Adrian Panek
3. Essential Killing – reż. Jerzy Skolimowski
4. Italiani – reż. Łukasz Barczyk
5. Ki – reż. Leszek Dawid
6. Kret – reż. Rafael Lewandowski
7. Lęk wysokości – reż. Bartosz Konopka
8. Młyn i krzyż – reż. Lech R. Majewski
9. Róża – reż. Wojciech Smarzowski
10. Sala samobójców – reż. Jan Komasa
11. W imieniu diabła – reż. Barbara Sass
12. Wymyk – reż. Greg Zglinski

### Panorama Polskiego Kina
1. Bokser – reż. Tomasz Blachnicki
2. Heniek – reż. Eliza Kowalewska, Grzegorz Madej
3. Jeż Jerzy – reż. Wojciech Wawszczyk, Jakub Tarkowski, Tomasz Leśniak
4. Księstwo – reż. Andrzej Barański
5. Lincz – reż. Krzysztof Łukaszewicz
6. Maraton tańca – reż. Magdalena Łazarkiewicz
7. Mój biegun – reż. Marcin Głowacki
8. Wygrany – reż. Wiesław Saniewski
9. Z miłości – reż. Anna Jadowska

### Konkurs Młodego Kina
1. Bebok – reż. Edyta Sewruk
2. Bez śniegu – reż. Magnus von Horn
3. Chcę wstąpić do policji – reż. Agnieszka Mania
4. Dom śmierci – reż. Matej Bobrik
5. Dwie – reż. Lucia von Horn Pagano
6. Glasgow – reż. Piotr Subbotko
7. Józek idzie do nieba - reż. 8. Pomorskie Warsztaty Filmowe
8. Jutro będziemy rodzicami – reż. Anna Maszczyńska Bąk
9. Jutro nie nadejdzie nigdy – reż. Maciej Cendrowski
10. KLAJMAX – reż. Grażyna Trela
11. Koleżanki – reż. Sylwester Jakimow
12. Konfident – reż. Rafał Kapeliński
13. Koniec świata – reż. Natalia Kostenko
14. Kwestia czasu – reż. Radosław Sieński
15. Ludzie normalni – reż. Piotr Złotorowicz
16. Na dobry początek – reż. Wojciech Klimala
17. Nieobecna - reż. 9. Pomorskie Warsztaty Filmowe
18. Notoryczni debiutanci – reż. Justyna Nowak
19. Objawy – reż. Tomasz Wiński
20. Opowieści z chłodni – reż. Grzegorz Jaroszuk
21. Popatrz na mnie – reż. Katarzyna Jungowska
22. Portret z pamięci – reż. Marcin Bortkiewicz
23. Pussycat – reż. Ola Jankowska
24. Ryszard – reż. Mateusz Głowacki
25. Tamar – reż. Michał Janów
26. Urodziny – reż. Maciej Sobieszczański
27. Zabawy dziecięce – reż. Olga Kałagate
28. Zaćmienie – reż. Paweł Maślona
29. Zagraj ze mną – reż. Rafał Skalski
30. Zaśpiewaj mi do snu – reż. Magnus Arnesen
31. Zmartwychwstanie – reż. Klara Kochańska
32. Zniknięcie – reż. Bartosz Kruhlik

## Skład jury

### Konkurs Główny
- Paweł Pawlikowski – przewodniczący
- Ludmilla Cvikova
- Maja Ostaszewska
- Ari Folman
- Andrzej Haliński
- Walter Kirn
- Robert McMinn
- Leszek Możdżer
- Mariusz Treliński

### Konkurs Młodego Kina
- Paula Markovitch – przewodnicząca
- Paweł Borowski
- Arkadiusz Jakubik
- Paweł Sala

## Laureaci

### Konkurs Główny
- Złote Lwy:
  - „Essential Killing”, reż. Jerzy Skolimowski
- Srebrne Lwy:
  - „Sala samobójców”, reż. Jan Komasa
- Nagroda Specjalna Jury: 
  - „Młyn i krzyż”, reż. Lech Majewski
- Reżyseria: 
  - Jerzy Skolimowski („Essential Killing”)
- Scenariusz:
  - Janusz Margański, Greg Zglinski („Wymyk”)
- Debiut reżyserski lub drugi film: 
  - ex aequo Bartosz Konopka („Lęk wysokości”), Greg Zglinski („Wymyk”)
- Rola kobieca: 
  - Roma Gąsiorowska („Ki”)
- Rola męska: 
  - Marcin Dorociński ("Róża”)
- Debiut aktorski: 
  - Katarzyna Zawadzka („W imieniu diabła”)
- Zdjęcia: 
  - Adam Sikora („Essential Killing”)
- Muzyka: 
  - Paweł Mykietyn („Essential Killing”)
- Scenografia: 
  - Katarzyna Sobańska, Marcel Sławiński („Młyn i krzyż”)
- Drugoplanowa rola kobieca: 
  - Gabriela Muskała („Wymyk”)
- Drugoplanowa rola męska: 
  - Marian Dziędziel („Kret”)
- Dźwięk: 
  - ex aequo Bartosz Putkiewicz („Sala samobójców”), Lech Majewski, Zbigniew Malecki („Młyn i krzyż”)
- Montaż: 
  - Réka Lemhényi, Maciej Pawliński („Essential Killing”)
- Kostiumy: 
  - Dorota Roqueplo („Sala samobójców”, „Młyn i krzyż”)
- Charakteryzacja: 
  - Janusz Kalej („Lęk wysokości”)

### Konkurs Młodego Kina
- Nagroda im. Lucjana Bokińca za najlepszy film:
  - Bez śniegu, reż. Magnus von Horn
- Nagroda Specjalna:
  - Koleżanki, reż. Sylwester Jakimow
- Wyróżnienie honorowe:
  - Magnus Arnesen – Zaśpiewaj mi do snu

### Nagrody pozaregulaminowe
- „Wschodząca gwiazda Elle”: Jan Komasa za Salę samobójców
- „Kryształowa gwiazda Elle”: Roma Gąsiorowska-Żurawska
- „Gwiazda gwiazd Elle”: Agata Kulesza za kreacje aktorskie w filmach Sala samobójców w reżyserii Jana Komasy, Róża w reżyserii Wojciecha Smarzowskiego i Ki w reżyserii Leszka Dawida
- „Nagroda internautów Wirtualnej Polski”: Jan Komasa za Salę samobójców
- „Nagroda L’Oréal Paris dla najbardziej stylowej aktorki”: Magdalena Cielecka
- „Złoty Klakier”: Wojciech Smarzowski za film Róża
- „Nagroda festiwali i przeglądów filmu polskiego za granicą”: Wojciech Smarzowski za film Róża
- „Złoty Kangur”: Agata Kulesza za kreacje aktorskie w filmach Sala samobójców w reżyserii Jana Komasy oraz Róża w reżyserii Wojciecha Smarzowskiego
- „Nagroda sieci kin studyjnych i lokalnych”: Jan Komasa za Salę samobójców
- „Nagroda Polskiej Federaci Dyskusyjnych Klubów Filmowych Don Kichot”: Wojciech Smarzowski za film Róża
- „Nagroda dziennikarzy akredytowanych na 36. Festiwal Polskich Filmów Fabularnych”: Wojciech Smarzowski za film Róża
- „Bursztynowe Lwy”: Och, Karol 2
- „Nagroda publiczności w przeglądzie polskiego kina niezależnego”: Piotr Bosacki  za film Drakula